# Wicked Bible

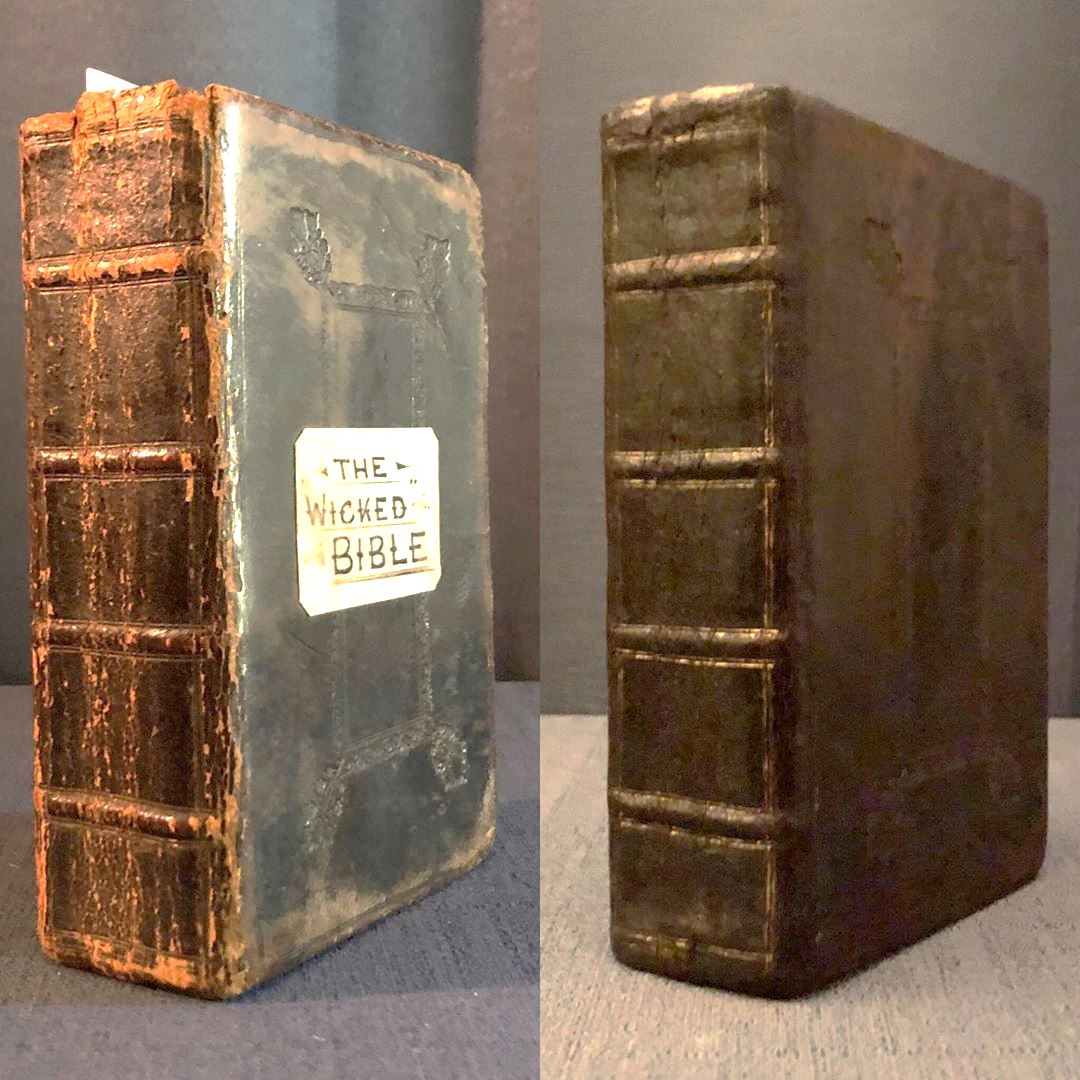
Een editie van de Wicked Bible

De Wicked Bible, soms de echtbreker Bijbel of de Zondaarsbijbel genoemd. is een editie van de Bijbel die in 1631 werd uitgegeven door Robert Barker en Martin Lucas, de koninklijke drukkers in Londen, bedoeld als herdruk van de King James Bijbel. De naam is afgeleid van een fout die de zetters maakten: in de Tien Geboden in Exodus 20:14 werd het woord "niet" weggelaten uit de zin "U zult niet echtbreken". Er waren 1.000 exemplaren gedrukt van deze bijbel.

## Fouten

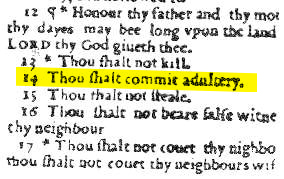
Wicked Bible (1631 KJV) Exodus 20, met de typografische fout gemarkeerd

De Wicked Bible is vooral bekend vanwege het weglaten van het woord "niet" in de zin "U zult niet echtbreken" (Exodus 20:14), waardoor de zin is veranderd in "U zult echtbreken".
De Reports of Cases in the Courts of Star Chamber and High Commission uit 1886 (die het manuscript Rawlinson A 128 van de Bodleian Library als bron noemt) noemt dit een van de "twee grofste fouten", tussen "divers andere fouten". De andere is een drukfout in Deuteronomium 5: het woord "greatness" verschijnt als "great-asse", wat leidt tot een zin die luidt: "Behold, the LORD our God hath shewed us his glory and his great-asse". Gordon Campbell meldt dat er geen overgebleven exemplaren van het boek zijn die de tweede fout ("great-asse") bevatten, maar dat er in drie van de overgebleven exemplaren een inktvlek zit waar de ontbrekende "n" zou zijn, wat suggereert dat zo'n fout mogelijk in deze exemplaren is bedekt. Hij merkt ook op dat het woord "asse" ten tijde van de publicatie van de Wicked Bible alleen de betekenis van "ezel" had. Rob Ainsley van de British Library stelde in een brief uit 2009 aan de London Review of Books dat het bestaan van deze tweede fout zeer twijfelachtig was.
Diana Severance, directeur van het Dunham Bible Museum aan de Houston Baptist University, en Gordon Campbell hebben gesuggereerd dat de potentiële tweede fout zou kunnen duiden op het feit dat iemand (mogelijk een rivaliserende drukker) opzettelijk de druk van de Wicked Bible heeft gesaboteerd, zodat Robert Barker en Martin Lucas hun exclusieve licentie om de Bijbel te drukken zouden verliezen. Campbell merkt echter ook op dat noch Barker noch Lucas de mogelijkheid van sabotage in hun verdediging hebben gesuggereerd toen ze werden aangeklaagd.
Ongeveer een jaar na de publicatie werden Barker en Lucas voor de Star Chamber gedaagd en kregen ze een boete van £300 (omgerekend £63.097 in 2023) en werd hun drukvergunning ingetrokken. De boete van £300 werd uiteindelijk ingetrokken, maar de meeste teksten werden vernietigd en er zijn maar 20 nog in circulatie.
De Wicked Bible is het meest opvallende voorbeeld van de Bijbel errata. Deze bevatten vaak ontbrekende ontkenningen die de betekenis van de Bijbel volledig omkeren.

## Publieke reactie
De zaak van de Wicked Bible werd in 1668 door Peter Heylyn als volgt becommentarieerd:
Zijne Majesteiten [sic] Drukkers hadden in of rond deze tijd [1632] een schandalige fout gemaakt in onze Engelse Bijbels door het woord Niet weg te laten in het Zevende Gebod. Zijne Majesteit werd hiervan op de hoogte gesteld door de Bisschop van Londen, en er werd opdracht gegeven om de Drukkers op te roepen tot de Hoge Commissie, waar op basis van het bewijs, de hele Impression werd opgeroepen en de Drukkers werden zwaar beboet, zoals ze terecht verdienden.
De aartsbisschop van Canterbury, George Abbot, uitte zijn woede over beide fouten.

## Oorsprong van de naam

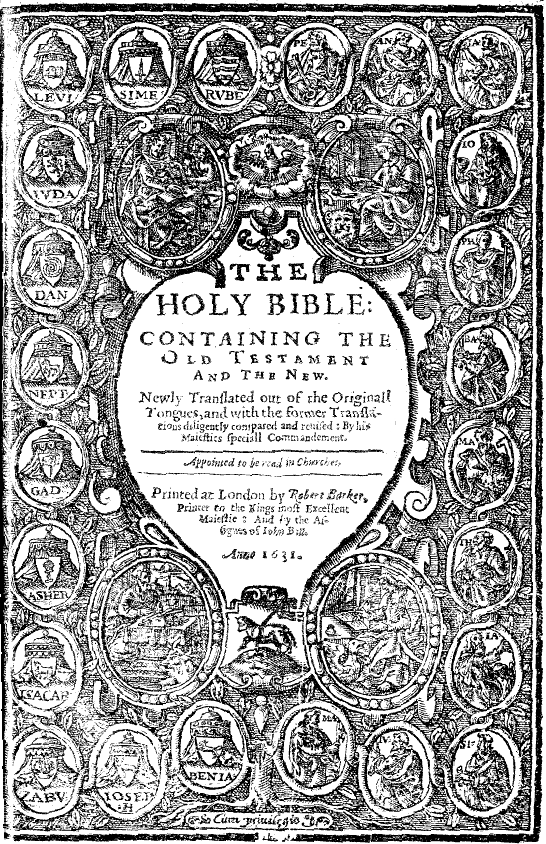
De titelpagina van de Wicked Bible

De bijnaam Wicked Bible lijkt voor het eerst te zijn toegepast in 1855 door zeldzame boekhandelaar Henry Stevens. Zoals hij vertelt in zijn memoires van James Lenox, na het kopen van wat toen het enige bekende exemplaar was van de octavobijbel uit 1631 voor vijftig guineas, "op 21 juni, stelde ik het boek tentoon op een volledige vergadering van de Society of Antiquaries of London, en gaf het tegelijkertijd de bijnaam 'The Wicked Bible', een naam die er sindsdien aan is blijven kleven."

## Resterende exemplaren
De meeste exemplaren van de Wicked Bible werden onmiddellijk geannuleerd en vernietigd, en het aantal exemplaren dat vandaag de dag nog bestaat, en dat door verzamelaars als zeer waardevol wordt beschouwd, wordt als relatief laag beschouwd. Eén exemplaar bevindt zich in de collectie zeldzame boeken van de New York Public Library en wordt zeer zelden toegankelijk gemaakt; een ander exemplaar is te zien in het Dunham Bible Museum in Houston, Texas.
In de British Library in Londen werd tot september 2009 een exemplaar van de Wicked Bible tentoongesteld, geopend op het verkeerd gedrukte gebod, in een gratis tentoonstelling.
Er zijn vandaag de dag vijftien bekende exemplaren van de Wicked Bible in de collecties van musea en bibliotheken in de Britse Eilanden, Noord-Amerika en Australazië:
- Groot-Brittannië (zeven exemplaren)

1. British Library
2. University of Glasgow Library
3. University of Leicester David Wilson Library[16]
4. Cambridge University Library[17]
5. University of Oxford, Bodleian Library
6. University of Manchester, John Rylands Library
7. The Library at York Minster[18]

- Noord-Amerika (zeven exemplaren)

1. New York Public Library
2. Yale University, Sterling Memorial Library
3. Houston Christian University, Dunham Bible Museum[3]
4. D.C. Museum of the Bible
5. University of Toronto, Thomas Fisher Rare Book Library
6. The Lilly Library, Indiana University Bloomington[19]
7. Princeton University Library, Special Collections[20]

- Nieuw-Zeeland (één exemplaar)

1. University of Canterbury, eigendom van de Phil and Louise Donnithorne Family Trust[8]

Er zijn ook een aantal exemplaren in privécollecties. In 2008 werd een exemplaar van de Wicked Bible online te koop aangeboden voor $ 89.500. Een tweede exemplaar werd op dezelfde website te koop aangeboden voor $ 99.500 in 2015.
In 2014 doneerde William Scheide zijn bibliotheek met zeldzame boeken en manuscripten aan Princeton University, met een exemplaar van de Wicked Bible in zijn bezit.
In 2015 werd een van de overgebleven exemplaren van de Bijbel geveild door Bonhams, en verkocht voor £31.250
In 2016 werd een exemplaar van de Wicked Bible geveild door Sotheby's en verkocht voor $46.500.In 2018 werd hetzelfde exemplaar van de Wicked Bible opnieuw geveild door Sotheby's en verkocht voor $56.250.